# 장우 (가수)
장우(본명: 장영기, 1942년 12월 7일 ~ 2024년 4월 27일)는 대한민국의 가수이다. 
- 예명은 '장우' 또는 '코코장'이다.
- 2024년 4월 27일 당뇨 합병증으로 별세했다.

- 1965년 KBS 전속가수로 시작해 1967년 부터 1972년 까지 미8군 전속가수로, 이후에는 김상국& 박상규와 '송아지 코메츠'로 활동하였다.
- 1972년 부터 1974년 까지는 박상규와 함께 대한민국 최초의 남성 포크 듀오 '코코 브라더스'로 활동했다.
- 참고로, 코코는 코믹 코메츠의 줄임말이다.
- 박상규, 김준, 차도균과 함께 '포다이나믹스'를 결성했다.
- 1981년 김준과 함께 애니메이션 UFO 로보 그랜다이저의 주제가를 부르기도 했다.
- 한국연예협회 부이사장, 세계연예인선교회 담임 목사이다.

## 히트곡
- 가시나요(장우 작사/장우 작곡)
- 지금은 떠나도
- 사랑의 길
- 우정의 노래(김준 작사/장우 작곡)
- 미련 때문에(장우 작사/장우 작곡/최진희 노래)